# Bernard Cottret
Bernard Cottret (Boulogne-Billancourt, 23 de abril de 1951 – 13 de julho de 2020) foi um historiador francês e estudioso da literatura.

## Biografia
Proveniente de uma família de artistas e músicos, Bernard Jean Cottret é filho de Bernard Cottret e Geneviève Aurel, cantores e solistas clássicos. Seu único filho, Yann, também é músico. Ele estudou no Liceu Descartes em Rabat e no liceu Chaptal em Paris, onde conheceu sua esposa, Monique Cottret, também historiadora, antes de se formar na École Normale Supérieure Lettres et Sciences Humaines. Servindo como linguista no Centre de Langues et Etudes Etrangères Militaires em 1977-78, deixou o exército como tenente na reserva francesa e, depois de alguns anos na Sorbonne e na universidade de Lille, como assistente - e depois como professor titular, foi de 1992 a 2011 professor de civilização e história britânicas na Universidade de Versalhes Saint-Quentin-en-Yvelines, onde atualmente é professor emérito. Atualmente está aposentado como professor, e atua como pregador leigo ocasional na Igreja Protestante Unida da França. Fundou e presidiu o departamento de humanidades de sua universidade e estabeleceu laços estreitos com o College of Charleston, SC, onde realizou um seminário de verão em 1994. Cottret também é membro do Instituto Universitário de França e membro do Instituto de Pesquisas sobre Civilizações do Ocidente Moderno, Paris-Sorbonne. Cottret é o autor e editor de mais de quarenta volumes, que abordam a história das Ilhas Britânicas, da América Colonial, da França e da Europa em uma perspectiva comparativa. Ele também escreveu cinquenta capítulos em vários livros e quarenta artigos em revistas acadêmicas, sem mencionar inúmeras entrevistas e transmissões de rádio ou televisão. Algumas dessas contribuições foram traduzidas para inglês, alemão, holandês, espanhol, italiano, português, polonês, japonês, coreano, turco e georgiano. Vários ensaios tratam da Reforma Protestante e de questões religiosas, em relação à política. Ele deu mais de 250 palestras na França, Irlanda, Grã-Bretanha, Holanda, Suíça, Alemanha, República Tcheca, Canadá e Estados Unidos . Ele organizou seminários anuais de verão em parceria com Potsdam e alguns associados poloneses.
Morreu no dia 13 de julho de 2020, aos 69 anos.

## Trabalho
Foi principalmente como historiador que ele abordou a Reforma Protestante, lendo Lucien Febvre e se beneficiando dos ensinamentos esclarecidos de Robert Mandrou e Elisabeth Labrousse. Jean Delumeau e Emmanuel Le Roy Ladurie também o influenciaram mais tarde. Os Huguenotes da Inglaterra, livro publicado em 1991, usa a diáspora protestante francesa para entender a sociedade inglesa no início do período moderno. Em 1993 Christopher Hill escreveu sobre o livro Renaissance Quarterly (Renaissance Quarterly) "um livro muito interessante, sobre um assunto pouco explorado pelos historiadores de língua inglesa. O professor Cottret começa com algumas observações úteis, de relevância contemporânea, sobre imigração, passado e presente e problemas de adaptação, tanto para os imigrantes quanto para o país anfitrião. Na Inglaterra, as igrejas huguenotes mantiveram sua independência cultural ao preço de firme controle de pastores e anciãos, esforçando-se por preservar a pureza da doutrina calvinista contra as tentações de uma igreja anglicana diferentemente autoritária e das congregações dissidentes mais fáceis”. (...) "para os leitores de língua inglesa, o principal interesse da história reside no novo ângulo de visão que ela oferece sobre o desenvolvimento social inglês nos séculos XVI e XVII". Renaissance Quarterly, vol. 46, No. 4 (Winter, 1993), pp.   831-832. A edição americana de Calvin: A Biografia (2000) foi bem recebida e descrita pela publicação do Instituto de Religião e Vida Pública como a melhor das biografias recentes.

## Prêmios
De 1988 a 2002, Bernard Cottret foi membro do comitê diretor da Bibliothèque nationale de France. Em 1988, ele defendeu na Universidade Ocidental de Paris Nanterre La Défense uma tese na literatura inglesa dedicada a Bolingbroke, que se tornou para os franceses do século XVIII o típico "filósofo inglês" e influenciou bastante Voltaire e Montesquieu. Conduziu, a pedido de Jonathan Clark, a um livro em inglês dedicado ao trabalho político de Visconde de Bolingbroke e ao Iluminismo Conservador. 
A Académie Française concedeu vários de seus livros o prêmio de história Monseigneur-Marcel (medalha de prata em 1992 por Cromwell, prêmio de história François-Millepierres em 2003 pela La Revolução Americana ). Ele também recebeu em 1997 o prêmio Budget da Académie des Inscriptions et Belles-Lettres para Calvin e, mais recentemente, com sua esposa Monique Cottret, a Académie des sciences morales et politiques 2006 award Pierre-Georges Castex de Literatura Francesa por Jean-Jacques Rousseau en son temps. Em julho de 2011, a Académie des Sciences Morales et Politiques concedeu-lhe o prêmio Charles-Aubert-Histoire por toda a sua produção histórica. 
Bernard Cottret foi um dos fundadores do Prêmio Nacional do Livre Médiéval: Provins patrimoine mondial (Prêmio Nacional do Livro medieval: Provins World Heritage), que foi primeiro a Michel Pastoureau por seu livro L'Ours, histoire d'un roi déchu (A história de um rei caído) em setembro de 2007. Nesse mesmo ano, foi nomeado membro do Comitê André Kaspi em comemorações públicas, pelo secretário de Defesa encarregado dos veteranos. Mais tarde, ele participou do comitê Jean-Jacques Rousseau de 2012 para celebrações nacionais no Ministério da Cultura.